# Rewolucyjny Związek Niepodległości i Wolności
Rewolucyjny Związek Niepodległości i Wolności – konspiracyjna organizacja działająca na terenie okupacji radzieckiej w okresie 1939–1940, utworzona przez działaczy Centralnego Związku Młodej Wsi „Siew”, Stronnictwa Ludowego, Polskiej Partii Socjalistycznej, Stronnictwa Demokratycznego, Związku Związków Zawodowych.    
Organizacja została powołana we Lwowie w październiku 1939 z inicjatywy Romualda Tyczyńskiego („Siew”), Jerzego Matusa  (SL), Józefa Kuleszy, inż. Bolesława Zubrzyckiego (SD), Wiesława Protschke (ZZZ), dr. Bolesława Steina i Michała Langa. Formalnie organizacja miała objąć tereny obu okupacji, tworząc dwa odrębne Komitety Krajowe. Faktycznie utworzono „Komitet Krajowy dla okupacji sowieckiej”, mający objąć cały teren okupacji radzieckiej i miasto Wilno (okupacja litewska). Tworzyli go: Jan Szczyrek (PPS), Franciszek Wilk „Bartosz” (SL), S. Olszewski (SD), Adam Heyda, Michał Lang (ZZZ) oraz Samuel Herschtahl (PPS), Edward Suchorek („Siew”), Leszek Czarnik (ZHP). W ramach komitetu krajowego miano tworzyć komitety okręgowe w miastach wojewódzkich oraz komitety obwodowe w miastach powiatowych. W celu zawiązania struktur poza Lwowem wysłano delegatów do Łucka, Białegostoku, Zagłębia Borysławskiego. 
W początkach 1940 organizacja została rozbita wskutek aresztowań NKWD. Aresztowano m.in. Jana Szczyrka (aresztowany 1 marca 1940), Leszka Czarnika (aresztowany w lutym lub marcu 1940, rozstrzelany 1 września 1940).   części działającej pod okupacją niemiecką powstała Chłopska Organizacja Wolności Racławice.